# Estado Mayor de la Unión Europea
El Estado Mayor de la Unión Europea (EMUE) es el alto mando militar de la Unión Europea, responsable de ser el mando operativo que dirige las operaciones militares en el ámbito de la Política Común de Seguridad y Defensa. Miembro del Comité Militar de la Unión. Depende directamente del políticamente del gabinete del Alto Representante de la Unión para Asuntos Exteriores y Política de Seguridad y orgánicamente de la Secretaría General del Consejo.
Compuesto por generales de los Estados de la Unión designados por la Secretaría General del Consejo en comisión de servicio, el Estado Mayor es la fuente de los conocimientos militares de la Unión Europea. Entre sus funciones, el EMUE proporciona una capacidad de alerta temprana, planifica, evalúa, asesora y dirige en lo referente al concepto de gestión de crisis y la estrategia militar general a los altos órganos o funcionarios de las instituciones de la Unión (como al presidente de la Comisión o al Alto Representante de la Unión).
Este órgano se ocupa de la alerta temprana, la evaluación de la situación y el planeamiento estratégico de las misiones Petersberg (misiones humanitarias, mantenimiento de la paz, gestión de crisis) y de todas las operaciones militares dirigidas por la UE.
La célula civil y militar, que en el seno del EMUE se encarga desde 2004 de tareas como el planeamiento estratégico de la reacción a una crisis en la perspectiva de operaciones civiles y militares conjuntas. Esta célula constituirá el núcleo permanente clave del centro de operaciones de la UE.
El Estado Mayor ha dirigido una serie de despliegues desde su creación. El término EUFOR o 'Fuerza de la Unión Europea' ha sido utilizado para describir una serie de despliegues militares, y se ha utilizado cuatro veces hasta ahora: en la República de Macedonia (hoy, Macedonia del Norte) de marzo de 2003 a diciembre de 2003 (EUFOR Concordia), en Bosnia a partir de 2004 (EUFOR Althea), en la República Democrática del Congo en 2006, y en el Chad y la República Centroafricana desde 2007. EUFOR, es un despliegue temporal militar, no una fuerza militar permanente.

## Historia

### Antecedentes
La concepción mayoritaria es que la UE es el resultado de los esfuerzos para gestionar los conflictos pacíficamente tras dos guerras mundiales que devastaron Europa. Estos objetivos de paz, que originariamente inspiraban los discursos de integración europea, han dado paso a una voluntad política más orientada a la competitividad y a hacer de la Unión Europea un polo económico y financiero mundial integrado (de hecho, ya el principal incentivo de la integración fue a través de la CECA). Prueba de las intenciones de estos pioneros europeístas fue la fracasada Comunidad Europea de Defensa (CED), cuyo Tratado constitutivo llegó a ser firmado por todos los gobiernos, pero que no superó la ratificación parlamentaria en la Asamblea Nacional francesa. Tuvo que esperarse al empuje que se le propinó en la Conferencia de Messina para que el proyecto de integración europea volviera a encarrilarse con la firma del Tratado de Roma de 1957 que creó las otras dos Comunidades Europeas: la Económica y la de la Energía Atómica. Una vez más, se veía en esta última la preocupación política existente por los asuntos militares en un continente todavía fragmentado y doliente, donde la irrupción de las nuevas armas basadas en la desintegración atómica podría hacer estragos.
Si bien no sería hasta 1999, con la entrada en vigor del Tratado de Ámsterdam, que en Europa volvería a plantearse abiertamente en los Tratados la articulación de una política común de defensa, lo cierto es que ya la CPE (Cooperación Política Europea) contemplada en el Acta Única y, sobre todo, la perspectiva de la adopción de una Política Exterior y de Seguridad Común (PESC) con la firma del Tratado de Maastricht, abrieron ya las puertas a los primeros albores de la cooperación militar autónoma a escala europea. Así, en 1992 los ministros de defensa de las entonces Comunidades se reunieron en la ciudad alemana de Petersberg y acordaron la creación de un marco de cooperación militar autónomo de la OTAN, si bien coordinado con esta, para el desarrollo de determinadas misiones de paz o humanitarias en terceros países. Estas operaciones, que en algunos casos y particularmente en los Balcanes mostraron su utilidad, fueron bautizadas con el nombre de aquella localidad como Misiones Petersberg. Con el Tratado de Ámsterdam se dispuso su institucionalización en el marco de una Política Europea de Seguridad y Defensa (PESD).

### Creación como órgano del Consejo
En la cumbre de Helsinki de diciembre de 1999, el Consejo Europeo aprobó la creación de nuevos órganos políticos y militares permanentes como el EMUE.
En 2000 y 2001 se crearon varios órganos del Consejo como parte de la PESD:

### Transferencia al Servicio de Acción Exterior
Tras la entrada en vigor del Tratado de Lisboa en 2009, el EMUE pasó de ser la Secretaría General del Consejo a convertirse en Dirección General (DG) del recién creado Servicio Europeo de Acción Exterior (SEAE).

### Adición del MPCC
En 2016, la Estrategia Global de la Unión Europea fue presentada por la Alta Representante Federica Mogherini y recibió la bienvenida del Consejo Europeo. La implementación de esta estrategia en el ámbito de la PCSD ha incluido el establecimiento de la Capacidad de Planificación y Ejecución Militar (MPCC), que otorga al EUMS el papel de comandar directamente las operaciones.

## Competencias
El EMUE es competente para:
- supervisar posibles situaciones de crisis;
- ocuparse de los aspectos militares del planeamiento estratégico anticipado;
- organizar y coordinar los procedimientos con los cuarteles generales nacionales y multinacionales, incluidos los que la OTAN ponga a disposición de la Unión Europea;
- programar, planificar, dirigir y evaluar los aspectos militares de los procedimientos de gestión de crisis de la Unión Europea;
- establecer relaciones permanentes con la OTAN;
- aceptar un equipo de enlace de la OTAN y crear una célula de la UE en el SHAPE (Supreme Headquarters Allied Powers Europe) de la OTAN;
- contribuir a los aspectos militares de la dimensión PESD de la lucha contra el terrorismo.

## Fuerzas y operaciones
El Estado Mayor de la UE dirige las operaciones militares y civil-policial que las instituciones europeas competentes le ordenan planificar y ejecutar, con la supervisión y consulta del Comité Militar de la Unión Europea.
Operaciones civiles actuales (2023):
(Lista completa en la web oficial:)
- EUTM Malí
- EUAM Irak
- EUAM RCA - República Centroafricana
- EUAM Ucrania (Seguridad civil)
- EUBAM Libia
- EUBAM Rafah
- EUCAP Sahel Malí
- EUCAP Sahel Níger
- EUCAP Somalia
- EULEX Kosovo
- EUM Armenia
- EUMM Georgia
- EUPOL COPPS/Territorios palestinos
- MPUE Moldavia

Fuerzas y operaciones militares actuales (2023):
- Fuerza Marítima Europea (EUROMARFOR)
- Operación Atalanta (EU NAVFOR Somalia)
- Misión de Asistencia Militar UE (EUMAM UA Ucrania)[10]
- EUFOR ALTHEA
- EUMPM Níger
- EUNAVFOR MED IRINI
- MUE Mozambique
- MUE República Centroafricana
- EUTM Somalia

### EUFOR Althea
En Bosnia y Herzegovina, EUFOR supervisa militarmente el cumplimiento de los acuerdos de Dayton (por el que se proclamaba el fin de la Guerra en Yugoslavia), en relevo de la fuerza de la OTAN, SFOR, en 2004.
Althea la componen alrededor de unas 7000 personas de 33 países, la gran mayoría de países de la Unión Europea, aunque soldados canadienses actuaron también. Actualmente hay 5.093 soldados pertenecientes a la Unión Europea, de los cuales 882 pertenecen a Italia, 819 a Alemania, 590 a Reino Unido, 524 a Francia, 495 a España, 298 a los Países Bajos, 287 a Austria, 195 a Polonia, 193 a Portugal, 177 a Finlandia, 144 a Hungría y los 489 restantes a otros países.
La EUFOR, asumirá todos los papeles que desempeñaba la SFOR, pero también se dedica a buscar criminales de guerra. También tendrá una misión característica como policía, en la lucha contra el crimen organizado que se cree que está enlazado con los criminales de Guerra. La EUFOR colaborará con la misión de la policía europea en Bosnia (EUPM) y con la policía bosnia.

### EUFOR República Democrática del Congo
La segunda guerra del Congo causó alrededor de cuatro millones de muertes entre 1998 y 2005, implicando a ocho países de la región, a pesar de la culminación del proceso de paz entre 2002 y 2003 que condujo a la formación de un Gobierno de transición. Más de dos millones de personas fueron desplazadas como consecuencia de la violencia.
En diciembre de 2005 la Organización de las Naciones Unidas (ONU) solicitó a la UE la puesta a disposición de efectivos militares en apoyo de la Misión de las Naciones Unidas en la República Democrática del Congo (MONUC) durante el periodo correspondiente a la celebración de las elecciones.
En este contexto el CUE aprobó el 27 de abril de 2006 el establecimiento de esta operación militar, cuyo mandato viene estipulado por resolución del Consejo de Seguridad de Naciones Unidas.
EUFOR RD Congo, estaba compuesta por 1.450 militares de 16 países, aunque Alemania y Francia aportaron los contingentes más numerosos. Los cuarteles operacionales centrales estaban en Potsdam. La misión finalizó meses después de la primera vuelta de las elecciones presidenciales y legislativas, que se celebraron el 30 de julio de 2006.

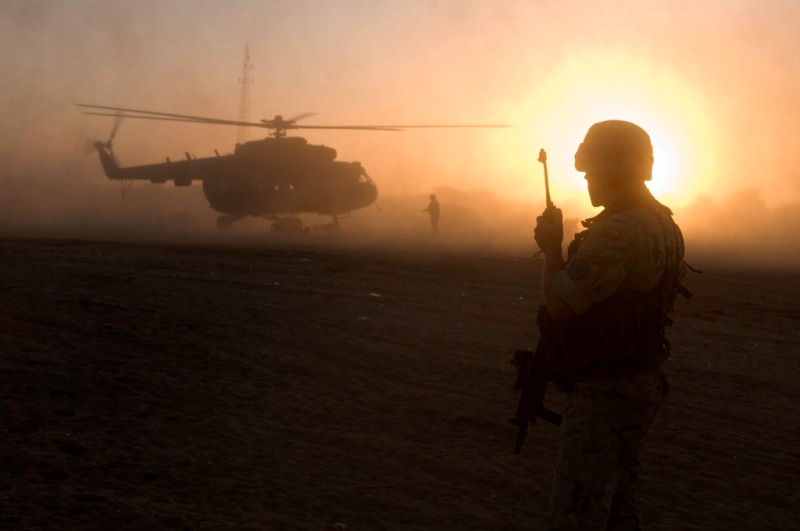
EUFOR Chad/RCA.

### EUFOR Chad/RCA
EUFOR se refiere también a la misión de la UE bajo los auspicios y en el marco de la MINURCAT en Chad y la República Centroafricana, desde finales de 2007 en adelante.

## Hitos

### Capacidad de Despliegue Rápido (RDC)
En 2023, del 27 de septiembre al 22 de octubre, se realizó el ejercicio militar a gran escala "MILEX 23", fue el primer gran ejercicio que dirigió el Estado Mayor de la Unión Europea desde Bruselas. Alrededor de 3000 soldados europeos y 31 unidades de 16 Estados de la Unión, bajo mando español, pusieron a prueba uno de los objetivos marcados por la Brújula Estratégica, avanzar en el desarrollo de la Capacidad de Despliegue Rápido (RDC) de la Unión, mediante la creación de una "Fuerza de Reacción Rápida", dicha fuerza se ejecutó en dichas maniobras conjuntas. El Alto Representante de la Unión visitó las maniobras de la segunda fase (LIVEX) el 17 de octubre, y el Comité Militar de la Unión Europea se reunió en Sevilla por primera vez fuera del Cuartel General de Operaciones en Bruselas.

## Estructura
La relación entre el alto representante, el Estado Mayor y el Comité Militar a noviembre de 2017:
|  |  |                                      |                                      |                                      |                                      |                                                               |                                                               |                                                               |                                                               |                                                               |                                                               |                           |                           |                           |                           |                          |                          | Alto representante                                 |                                                    |                                                    |                                                    |                                                    |                                                    |                                         |                                         |                                         |                                         |                         |                         |                                            |                                            |                                            |                                            |                                                       |                                                       |                                                       |                                                       |                                                       |                                                       |                                        |                                        |                                               |                                               |                                               |                                               |                                               |                                               |  |  |  |  |  |  |  |  |  |  |  |  |  |  |  |  |
|  |  |                                      |                                      |                                      |                                      |                                                               |                                                               |                                                               |                                                               |                                                               |                                                               |                           |                           |                           |                           |                          |                          |                                                    |                                                    |                                                    |                                                    |                                                    |                                                    |                                         |                                         |                                         |                                         |                         |                         |                                            |                                            |                                            |                                            |                                                       |                                                       |                                                       |                                                       |                                                       |                                                       |                                        |                                        |                                               |                                               |                                               |                                               |                                               |                                               |  |  |  |  |  |  |  |  |  |  |  |  |  |  |  |  |
|  |  |                                      |                                      |                                      |                                      | Jefe del Comité Militar                                       |                                                               |                                                               |                                                               |                                                               |                                                               |                           |                           |                           |                           |                          |                          |                                                    |                                                    |                                                    |                                                    |                                                    |                                                    |                                         |                                         |                                         |                                         |                         |                         |                                            |                                            |                                            |                                            |                                                       |                                                       |                                                       |                                                       |                                                       |                                                       |                                        |                                        |                                               |                                               |                                               |                                               |                                               |                                               |  |  |  |  |  |  |  |  |  |  |  |  |  |  |  |  |
|  |  |                                      |                                      |                                      |                                      |                                                               |                                                               |                                                               |                                                               |                                                               |                                                               |                           |                           |                           |                           |                          |                          |                                                    |                                                    |                                                    |                                                    |                                                    |                                                    |                                         |                                         |                                         |                                         |                         |                         |                                            |                                            |                                            |                                            |                                                       |                                                       |                                                       |                                                       |                                                       |                                                       |                                        |                                        |                                               |                                               |                                               |                                               |                                               |                                               |  |  |  |  |  |  |  |  |  |  |  |  |  |  |  |  |
|  |  |                                      |                                      |                                      |                                      |                                                               |                                                               |                                                               |                                                               |                                                               |                                                               |                           |                           |                           |                           |                          |                          |                                                    |                                                    |                                                    |                                                    |                                                    |                                                    |                                         |                                         |                                         |                                         |                         |                         |                                            |                                            |                                            |                                            |                                                       |                                                       |                                                       |                                                       |                                                       |                                                       |                                        |                                        |                                               |                                               |                                               |                                               |                                               |                                               |  |  |  |  |  |  |  |  |  |  |  |  |  |  |  |  |
|  |  |                                      |                                      |                                      |                                      | Grupo de trabajo                                              |                                                               |                                                               |                                                               |                                                               |                                                               |                           |                           |                           |                           |                          |                          |                                                    |                                                    |                                                    |                                                    |                                                    |                                                    |                                         |                                         |                                         |                                         |                         |                         |                                            |                                            |                                            |                                            |                                                       |                                                       |                                                       |                                                       |                                                       |                                                       |                                        |                                        |                                               |                                               |                                               |                                               |                                               |                                               |  |  |  |  |  |  |  |  |  |  |  |  |  |  |  |  |
|  |  |                                      |                                      |                                      |                                      |                                                               |                                                               |                                                               |                                                               |                                                               |                                                               |                           |                           |                           |                           |                          |                          |                                                    |                                                    |                                                    |                                                    |                                                    |                                                    |                                         |                                         |                                         |                                         |                         |                         |                                            |                                            |                                            |                                            |                                                       |                                                       |                                                       |                                                       |                                                       |                                                       |                                        |                                        |                                               |                                               |                                               |                                               |                                               |                                               |  |  |  |  |  |  |  |  |  |  |  |  |  |  |  |  |
|  |  |                                      |                                      |                                      |                                      |                                                               |                                                               |                                                               |                                                               |                                                               |                                                               |                           |                           |                           |                           |                          |                          |                                                    |                                                    |                                                    |                                                    |                                                    |                                                    |                                         |                                         |                                         |                                         |                         |                         |                                            |                                            |                                            |                                            |                                                       |                                                       |                                                       |                                                       |                                                       |                                                       |                                        |                                        |                                               |                                               |                                               |                                               |                                               |                                               |  |  |  |  |  |  |  |  |  |  |  |  |  |  |  |  |
|  |  |                                      |                                      |                                      |                                      | Grupo de trabajo/Grupo de trabajo sobre objetivos principales | Grupo de trabajo/Grupo de trabajo sobre objetivos principales | Grupo de trabajo/Grupo de trabajo sobre objetivos principales | Grupo de trabajo/Grupo de trabajo sobre objetivos principales | Grupo de trabajo/Grupo de trabajo sobre objetivos principales | Grupo de trabajo/Grupo de trabajo sobre objetivos principales |                           |                           |                           |                           |                          |                          | Director general EUMS/Director MPCC/ Director MPCC | Director general EUMS/Director MPCC/ Director MPCC | Director general EUMS/Director MPCC/ Director MPCC | Director general EUMS/Director MPCC/ Director MPCC | Director general EUMS/Director MPCC/ Director MPCC | Director general EUMS/Director MPCC/ Director MPCC |                                         |                                         |                                         |                                         |                         |                         |                                            |                                            |                                            |                                            |                                                       |                                                       |                                                       |                                                       |                                                       |                                                       |                                        |                                        |                                               |                                               |                                               |                                               |                                               |                                               |  |  |  |  |  |  |  |  |  |  |  |  |  |  |  |  |
|  |  |                                      |                                      |                                      |                                      | Grupo de trabajo/Grupo de trabajo sobre objetivos principales | Grupo de trabajo/Grupo de trabajo sobre objetivos principales | Grupo de trabajo/Grupo de trabajo sobre objetivos principales | Grupo de trabajo/Grupo de trabajo sobre objetivos principales | Grupo de trabajo/Grupo de trabajo sobre objetivos principales | Grupo de trabajo/Grupo de trabajo sobre objetivos principales |                           |                           |                           |                           |                          |                          | Director general EUMS/Director MPCC/ Director MPCC | Director general EUMS/Director MPCC/ Director MPCC | Director general EUMS/Director MPCC/ Director MPCC | Director general EUMS/Director MPCC/ Director MPCC | Director general EUMS/Director MPCC/ Director MPCC | Director general EUMS/Director MPCC/ Director MPCC |                                         |                                         |                                         |                                         |                         |                         |                                            |                                            |                                            |                                            |                                                       |                                                       |                                                       |                                                       |                                                       |                                                       |                                        |                                        |                                               |                                               |                                               |                                               |                                               |                                               |  |  |  |  |  |  |  |  |  |  |  |  |  |  |  |  |
|  |  |                                      |                                      |                                      |                                      |                                                               |                                                               |                                                               |                                                               |                                                               |                                                               |                           |                           |                           |                           |                          |                          |                                                    |                                                    |                                                    |                                                    |                                                    |                                                    |                                         |                                         |                                         |                                         |                         |                         |                                            |                                            |                                            |                                            |                                                       |                                                       |                                                       |                                                       |                                                       |                                                       |                                        |                                        |                                               |                                               |                                               |                                               |                                               |                                               |  |  |  |  |  |  |  |  |  |  |  |  |  |  |  |  |
|  |  |                                      |                                      |                                      |                                      |                                                               |                                                               |                                                               |                                                               |                                                               |                                                               |                           |                           |                           |                           |                          |                          |                                                    |                                                    |                                                    |                                                    |                                                    |                                                    |                                         |                                         |                                         |                                         |                         |                         |                                            |                                            |                                            |                                            |                                                       |                                                       |                                                       |                                                       |                                                       |                                                       |                                        |                                        |                                               |                                               |                                               |                                               |                                               |                                               |  |  |  |  |  |  |  |  |  |  |  |  |  |  |  |  |
|  |  |                                      |                                      |                                      |                                      |                                                               |                                                               |                                                               |                                                               | Consejero legal                                               | Consejero legal                                               | Consejero legal           | Consejero legal           | Consejero legal           | Consejero legal           |                          |                          | Director general adjunto                           | Director general adjunto                           | Director general adjunto                           | Director general adjunto                           | Director general adjunto                           | Director general adjunto                           |                                         |                                         | Coordinación Horizontal                 | Coordinación Horizontal                 | Coordinación Horizontal | Coordinación Horizontal | Coordinación Horizontal                    | Coordinación Horizontal                    |                                            |                                            |                                                       |                                                       |                                                       |                                                       |                                                       |                                                       |                                        |                                        |                                               |                                               |                                               |                                               |                                               |                                               |  |  |  |  |  |  |  |  |  |  |  |  |  |  |  |  |
|  |  |                                      |                                      |                                      |                                      |                                                               |                                                               |                                                               |                                                               | Consejero legal                                               | Consejero legal                                               | Consejero legal           | Consejero legal           | Consejero legal           | Consejero legal           |                          |                          | Director general adjunto                           | Director general adjunto                           | Director general adjunto                           | Director general adjunto                           | Director general adjunto                           | Director general adjunto                           |                                         |                                         | Coordinación Horizontal                 | Coordinación Horizontal                 | Coordinación Horizontal | Coordinación Horizontal | Coordinación Horizontal                    | Coordinación Horizontal                    |                                            |                                            |                                                       |                                                       |                                                       |                                                       |                                                       |                                                       |                                        |                                        |                                               |                                               |                                               |                                               |                                               |                                               |  |  |  |  |  |  |  |  |  |  |  |  |  |  |  |  |
|  |  |                                      |                                      |                                      |                                      |                                                               |                                                               |                                                               |                                                               |                                                               |                                                               |                           |                           |                           |                           |                          |                          |                                                    |                                                    |                                                    |                                                    |                                                    |                                                    |                                         |                                         |                                         |                                         |                         |                         |                                            |                                            |                                            |                                            |                                                       |                                                       |                                                       |                                                       |                                                       |                                                       |                                        |                                        |                                               |                                               |                                               |                                               |                                               |                                               |  |  |  |  |  |  |  |  |  |  |  |  |  |  |  |  |
|  |  |                                      |                                      |                                      |                                      | Subjefe de Gabinete de Sincronización                         | Subjefe de Gabinete de Sincronización                         | Subjefe de Gabinete de Sincronización                         | Subjefe de Gabinete de Sincronización                         | Subjefe de Gabinete de Sincronización                         | Subjefe de Gabinete de Sincronización                         |                           |                           | Célula de la UE en SHAPE  | Célula de la UE en SHAPE  | Célula de la UE en SHAPE | Célula de la UE en SHAPE | Célula de la UE en SHAPE                           | Célula de la UE en SHAPE                           |                                                    |                                                    | Enlace de la UE en la ONU en Nueva York            | Enlace de la UE en la ONU en Nueva York            | Enlace de la UE en la ONU en Nueva York | Enlace de la UE en la ONU en Nueva York | Enlace de la UE en la ONU en Nueva York | Enlace de la UE en la ONU en Nueva York |                         |                         | Subjefe de Gabinete de Relaciones Externas | Subjefe de Gabinete de Relaciones Externas | Subjefe de Gabinete de Relaciones Externas | Subjefe de Gabinete de Relaciones Externas | Subjefe de Gabinete de Relaciones Externas            | Subjefe de Gabinete de Relaciones Externas            |                                                       |                                                       | Equipo de enlace permanente de la OTAN                | Equipo de enlace permanente de la OTAN                | Equipo de enlace permanente de la OTAN | Equipo de enlace permanente de la OTAN | Equipo de enlace permanente de la OTAN        | Equipo de enlace permanente de la OTAN        |                                               |                                               |                                               |                                               |  |  |  |  |  |  |  |  |  |  |  |  |  |  |  |  |
|  |  |                                      |                                      |                                      |                                      | Subjefe de Gabinete de Sincronización                         | Subjefe de Gabinete de Sincronización                         | Subjefe de Gabinete de Sincronización                         | Subjefe de Gabinete de Sincronización                         | Subjefe de Gabinete de Sincronización                         | Subjefe de Gabinete de Sincronización                         |                           |                           | Célula de la UE en SHAPE  | Célula de la UE en SHAPE  | Célula de la UE en SHAPE | Célula de la UE en SHAPE | Célula de la UE en SHAPE                           | Célula de la UE en SHAPE                           |                                                    |                                                    | Enlace de la UE en la ONU en Nueva York            | Enlace de la UE en la ONU en Nueva York            | Enlace de la UE en la ONU en Nueva York | Enlace de la UE en la ONU en Nueva York | Enlace de la UE en la ONU en Nueva York | Enlace de la UE en la ONU en Nueva York |                         |                         | Subjefe de Gabinete de Relaciones Externas | Subjefe de Gabinete de Relaciones Externas | Subjefe de Gabinete de Relaciones Externas | Subjefe de Gabinete de Relaciones Externas | Subjefe de Gabinete de Relaciones Externas            | Subjefe de Gabinete de Relaciones Externas            |                                                       |                                                       | Equipo de enlace permanente de la OTAN                | Equipo de enlace permanente de la OTAN                | Equipo de enlace permanente de la OTAN | Equipo de enlace permanente de la OTAN | Equipo de enlace permanente de la OTAN        | Equipo de enlace permanente de la OTAN        |                                               |                                               |                                               |                                               |  |  |  |  |  |  |  |  |  |  |  |  |  |  |  |  |
|  |  |                                      |                                      |                                      |                                      |                                                               |                                                               |                                                               |                                                               |                                                               |                                                               |                           |                           |                           |                           |                          |                          |                                                    |                                                    |                                                    |                                                    |                                                    |                                                    |                                         |                                         |                                         |                                         |                         |                         |                                            |                                            |                                            |                                            |                                                       |                                                       |                                                       |                                                       |                                                       |                                                       |                                        |                                        |                                               |                                               |                                               |                                               |                                               |                                               |  |  |  |  |  |  |  |  |  |  |  |  |  |  |  |  |
|  |  |                                      |                                      |                                      |                                      |                                                               |                                                               |                                                               |                                                               |                                                               |                                                               |                           |                           |                           |                           |                          |                          |                                                    |                                                    |                                                    |                                                    |                                                    |                                                    |                                         |                                         |                                         |                                         |                         |                         |                                            |                                            |                                            |                                            |                                                       |                                                       |                                                       |                                                       |                                                       |                                                       |                                        |                                        |                                               |                                               |                                               |                                               |                                               |                                               |  |  |  |  |  |  |  |  |  |  |  |  |  |  |  |  |
|  |  | Dirección de Conceptos y capacidades | Dirección de Conceptos y capacidades | Dirección de Conceptos y capacidades | Dirección de Conceptos y capacidades | Dirección de Conceptos y capacidades                          | Dirección de Conceptos y capacidades                          |                                                               |                                                               | Dirección de Inteligencia                                     | Dirección de Inteligencia                                     | Dirección de Inteligencia | Dirección de Inteligencia | Dirección de Inteligencia | Dirección de Inteligencia |                          |                          | Dirección de Operaciones                           | Dirección de Operaciones                           | Dirección de Operaciones                           | Dirección de Operaciones                           | Dirección de Operaciones                           | Dirección de Operaciones                           |                                         |                                         | Dirección de Logística                  | Dirección de Logística                  | Dirección de Logística  | Dirección de Logística  | Dirección de Logística                     | Dirección de Logística                     |                                            |                                            | Dirección de Comunicaciones y sistemas de información | Dirección de Comunicaciones y sistemas de información | Dirección de Comunicaciones y sistemas de información | Dirección de Comunicaciones y sistemas de información | Dirección de Comunicaciones y sistemas de información | Dirección de Comunicaciones y sistemas de información |                                        |                                        | Planificación militar y Capacidad de conducta | Planificación militar y Capacidad de conducta | Planificación militar y Capacidad de conducta | Planificación militar y Capacidad de conducta | Planificación militar y Capacidad de conducta | Planificación militar y Capacidad de conducta |  |  |  |  |  |  |  |  |  |  |  |  |  |  |  |  |